# スールー諸島の戦い

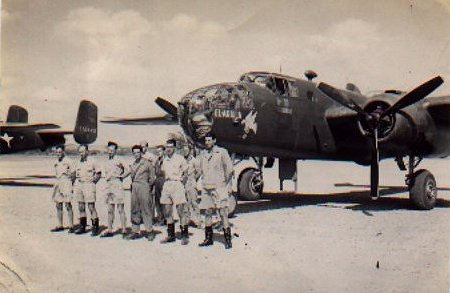
占領したバシラン島の飛行場に着陸したアメリカ軍B-25爆撃機。

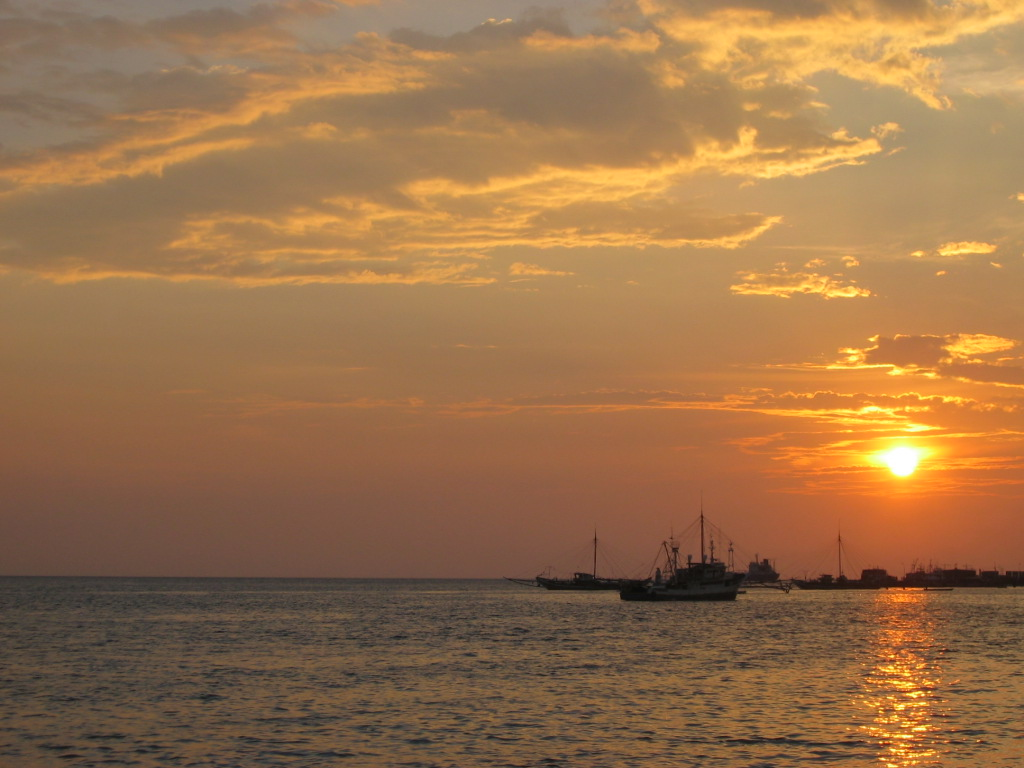
現在のバシラン島付近の海。

スールー諸島の戦い（スールーしょとうのたたかい）は、太平洋戦争末期にフィリピンのスールー諸島で行われた日本軍と連合軍の戦闘である。アメリカ軍を主体とする連合軍が勝利し、日本軍は文字通り全滅した。

## 背景
太平洋戦争（大東亜戦争）中スールー諸島を占領した日本軍は、タウィタウィ島を日本海軍の泊地として利用するなどしていた。しかし、現地のモロ族ゲリラの活動が活発で治安状態は非常に悪かった。守備兵力は一時はタウィタウィ島に日本陸軍の2個大隊と海軍の第33警備隊が配置されていたが、日本艦隊が壊滅して泊地機能が無意味になったために、前者はボルネオ島へ、後者はミンダナオ島サンボアンガへ転進した。同島には第33警備隊ボンガオ残留隊（隊長：小川喜代松大尉）のほか施設隊や航空隊など200人程度の海軍要員のみが残置された。1944年夏以降に本格的な防備が進められホロ島に独立混成第55旅団（旅団長：鈴木鉄三少将）が展開したが、装備は劣悪なうえ、本来は3個歩兵大隊基幹であるうち1個大隊をレイテ島の戦いに抽出されてしまった。連合軍の上陸時には、陸軍航空隊関係者1000人、海軍の第32特別根拠地隊や第33警備隊の各一部など350人を合せて約6000人がホロ島の守備についていた。
フィリピン全土の奪回を目指すダグラス・マッカーサー司令官の方針にもとづき、レイテ島・ルソン島の制圧後も、連合軍は各地に孤立した日本軍拠点へと侵攻を続けた。1945年3月にミンダナオ島に上陸した連合軍は、ついでアメリカ陸軍第41歩兵師団（師団長：ジェンス・ドゥー（Jens A. Doe）少将）の一部を投入してスールー諸島攻略を開始した。サンボアンガ上陸戦と同じ「ヴィクター4号」作戦の一環とされた。

## 経過
3月16日に、バシラン島にアメリカ軍の第162歩兵連隊戦闘団の一部が上陸占領したのが、最初の戦闘であった。2日後には同じ部隊が、隣接するマラマウイ島も占領した。
ついでアメリカ軍は、比較的に守備が厚いと思われたホロ島は迂回し、タウィタウィ群島に侵攻した。4月2日に、第163歩兵連隊戦闘団の1個大隊が、タウィタウィ群島のサンガサンガ島とボンガオ島に上陸した。4月6日までに、わずかな日本軍の抵抗は制圧された。現地人ゲリラにより掃討戦が行われ、4月26日には生存日本兵は約40名となり、ボルネオ島に数名が小舟で脱出したほかは殲滅された。
ホロ島に対しては、4月2日に偵察班が送り込まれた後、4月9日に第163歩兵連隊戦闘団の主力が上陸した。日本軍の水際での抵抗は弱く、翌日にはアメリカ軍は飛行場と市街地を制圧した。日本軍の独混55旅団などは内陸のダホ山（Mt. Daho）に後退した。アメリカ軍が内陸に進入すると日本軍は一部で頑強な抵抗をしたが、サンボアンガから飛来した爆撃機などに防御拠点は破砕され、5月2日までに組織的戦闘力がほぼ失われた。ツマタングス山（Mt. Tumatangus）でのみ、6月頃まで組織的な日本軍の活動があった。
4月26日、残る島も占領された。

## 結果
その後、終戦に至るまでアメリカ軍は徹底した掃討戦をホロ島で行った。6月中旬からは第93歩兵師団の一部が任務を交代した。アレハンドロ・スアレス（Alejandro Suarez）大佐指揮の現地人ゲリラ部隊がアメリカ軍に協力した。日本軍はアメリカ軍及びゲリラとの戦闘のほか、飢餓と病気に苦しみ、ほぼ全員が戦死または戦病死した。生存者は戦闘中の捕虜と終戦後の投降者を合せて、わずか135名であった。アメリカ軍の損害は、6月中旬までに第163歩兵連隊の戦死40名、負傷125名など軽微なものであった。

## 注記
1. 1 2  田中知之 『八重の潮路の果てに―第一期海軍兵科予備学生の記録』 原書房、2008年、249-252頁。なお、施設隊には当初は台湾出身軍属200人が含まれていたが、アメリカ軍上陸前に転進済みだった。
2. ↑  『フィリピンでの勝利』、598ページ。
3. ↑  『フィリピンでの勝利』、599ページ。